# Världscupen i skidskytte 2015/2016

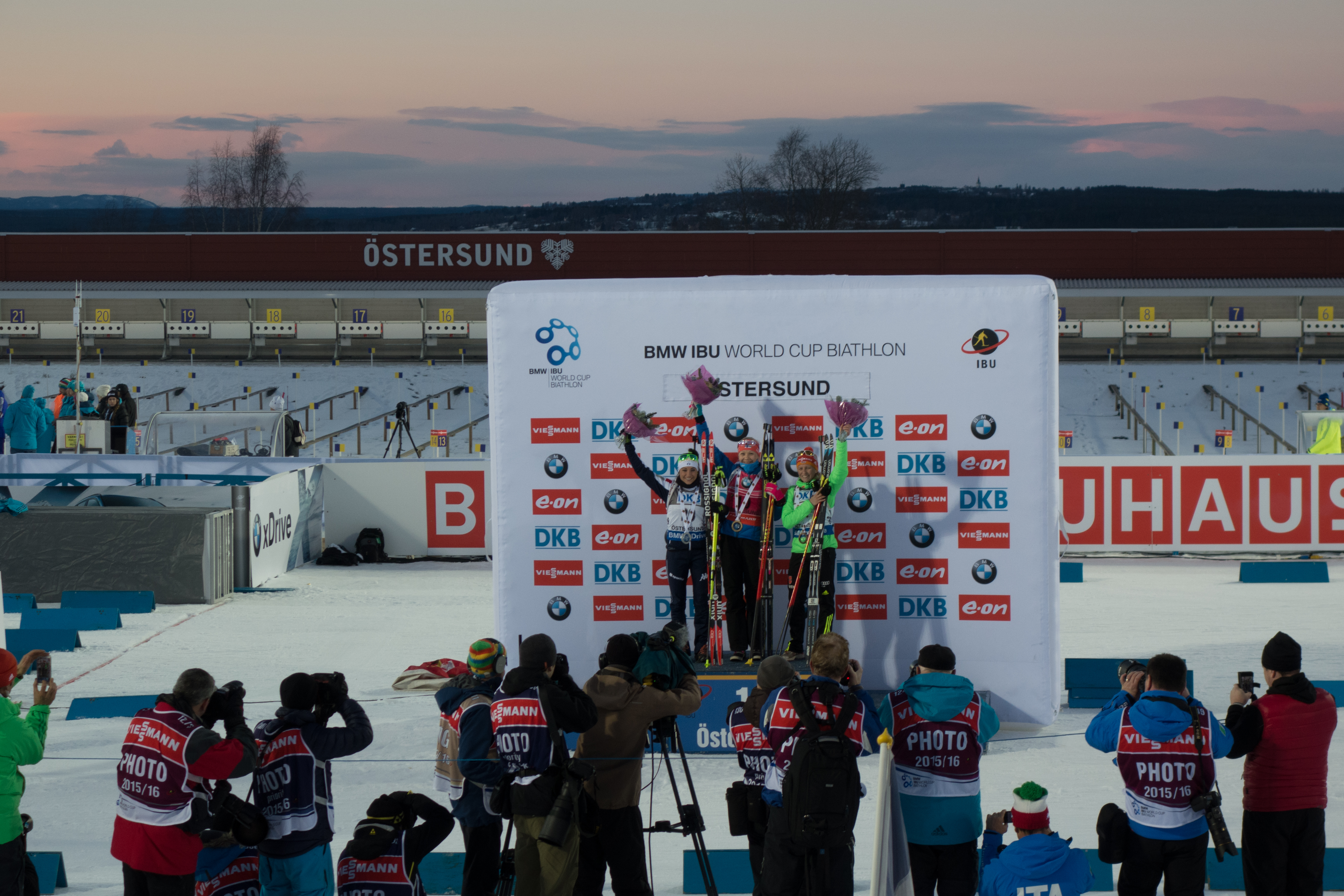
Prispallen vid damernas jaktstart i Östersund 2015

Världscupen i skidskytte 2015/2016 inleds den 29 november 2015 i Östersund, Sverige och avslutas den 20 mars 2016 i Khanty-Mansiysk, Ryssland. Den 3-13 mars 2016 anordnas världsmästerskapen i norska Oslo som ingår i världscupserien.

## Tävlingsprogram
Världscupsäsongen kommer att bestå av sammanlagt 32 deltävlingar på tio olika platser i världen, inklusive VM. Programmet är lika för både damer och herrar.
| Plats                         | Datum                  | Distans | Sprint | Jaktstart | Masstart | Stafett | Mixstafett | Mixad parstafett |
| ----------------------------- | ---------------------- | ------- | ------ | --------- | -------- | ------- | ---------- | ---------------- |
| Östersund                     | 29 november–6 december | ●       | ●      | ●         |          |         | ●          | ●                |
| Hochfilzen                    | 11–13 december         |         | ●      | ●         |          | ●       |            |                  |
| Pokljuka                      | 17–20 december         |         | ●      | ●         | ●        |         |            |                  |
| Ruhpolding (ersätter Oberhof) | 8–10 januari           |         | ●      | ●         | ●        |         |            |                  |
| Ruhpolding                    | 13–17 januari          | ●       |        |           | ●        | ●       |            |                  |
| Antholz-Anterselva            | 21–24 januari          |         | ●      | ●         |          | ●       |            |                  |
| Canmore                       | 4–7 februari           |         | ●      |           | ●        |         | ●          | ●                |
| Presque Isle                  | 11–14 februari         |         | ●      | ●         |          | ●       |            |                  |
| Holmenkollen                  | 3–13 mars              | ●       | ●      | ●         | ●        | ●       | ●          |                  |
| Chanty-Mansijsk               | 17–20 mars             |         | ●      | ●         | ●        |         |            |                  |
| Totalt                        | Totalt                 | 3       | 9      | 8         | 6        | 5       | 3          | 2                |

## Resultat

### Herrar
| Datum                                                        | Disciplin            | Etta                                                                          | Tvåa                                                                                   | Trea                                                                                    | Referens |
| ------------------------------------------------------------ | -------------------- | ----------------------------------------------------------------------------- | -------------------------------------------------------------------------------------- | --------------------------------------------------------------------------------------- | -------- |
| 1. Världscuppremiär i Östersund, 29 november–6 december 2015 |                      |                                                                               |                                                                                        |                                                                                         |          |
| 2 december 2015 (ons.)                                       | Distans (20 km)      | Ole Einar Bjørndalen                                                          | Simon Schempp                                                                          | Aleksej Volkov                                                                          |          |
| 5 december 2015 (lör.)                                       | Sprint (10 km)       | Martin Fourcade                                                               | Arnd Peiffer                                                                           | Ole Einar Bjørndalen                                                                    |          |
| 6 december 2015 (sön.)                                       | Jaktstart (12,5 km)  | Martin Fourcade                                                               | Arnd Peiffer                                                                           | Quentin Fillon Maillet                                                                  |          |
| 2. Världscupen i Hochfilzen, 11–13 december 2015             |                      |                                                                               |                                                                                        |                                                                                         |          |
| 11 december 2015 (fre.)                                      | Sprint (10 km)       | Simon Schempp                                                                 | Martin Fourcade                                                                        | Tarjei Bø                                                                               |          |
| 12 december 2015 (lör.)                                      | Jaktstart (12,5 km)  | Martin Fourcade                                                               | Simon Schempp                                                                          | Anton Sjipulin                                                                          |          |
| 13 december 2015 (sön.)                                      | Stafett (4 × 7,5 km) | Ryssland Aleksej Volkov Jevgenij Garanitjev Dmitrij Malysjko Anton Sjipulin   | Norge Henrik L’Abée-Lund Johannes Thingnes Bø Tarjei Bø Emil Hegle Svendsen            | Frankrike Simon Fourcade Quentin Fillon Maillet Simon Desthieux Martin Fourcade         |          |
| 3. Världscupen i Pokljuka, 17–20 december 2015               |                      |                                                                               |                                                                                        |                                                                                         |          |
| 17 december 2015 (tors.)                                     | Sprint (10 km)       | Simon Schempp                                                                 | Ole Einar Bjørndalen                                                                   | Jevgenij Garanitjev                                                                     |          |
| 19 december 2015 (lör.)                                      | Jaktstart (12,5 km)  | Simon Schempp                                                                 | Martin Fourcade                                                                        | Anton Sjipulin                                                                          |          |
| 20 december 2015 (sön.)                                      | Masstart (15 km)     | Jean-Guillaume Béatrix                                                        | Emil Hegle Svendsen                                                                    | Ole Einar Bjørndalen                                                                    |          |
| 4. Världscupen i Ruhpolding, 8–10 januari 2016               |                      |                                                                               |                                                                                        |                                                                                         |          |
| 8 januari 2016 (tors.)                                       | Sprint (10 km)       | Johannes Thingnes Bø                                                          | Tarjei Bø                                                                              | Emil Hegle Svendsen                                                                     |          |
| 9 januari 2016 (lör.)                                        | Jaktstart (12,5 km)  | Simon Eder                                                                    | Martin Fourcade                                                                        | Michal Šlesingr                                                                         |          |
| 10 januari 2016 (sön.)                                       | Masstart (15 km)     | Martin Fourcade                                                               | Ondřej Moravec                                                                         | Tarjei Bø                                                                               |          |
| 5. Världscupen i Ruhpolding, 13–17 januari 2016              |                      |                                                                               |                                                                                        |                                                                                         |          |
| 13 januari 2016 (ons.)                                       | Distans (20 km)      | Martin Fourcade                                                               | Simon Eder                                                                             | Anton Sjipulin                                                                          |          |
| 15 januari 2016 (fre.)                                       | Stafett (4 × 7,5 km) | Norge Ole Einar Bjørndalen Johannes Thingnes Bø Tarjei Bø Emil Hegle Svendsen | Ryssland Aleksej Volkov Jevgenij Garanitjev Maksim Tsvetkov Anton Sjipulin             | Österrike Sven Grossegger Julian Eberhard Simon Eder Dominik Landertinger               |          |
| 16 januari 2016 (lör.)                                       | Masstart (15 km)     | Erik Lesser                                                                   | Martin Fourcade                                                                        | Jevgenij Garanitjev                                                                     |          |
| 6. Världscupen i Antholz, 21-24 januari 2016                 |                      |                                                                               |                                                                                        |                                                                                         |          |
| 22 januari 2016 (fre.)                                       | Sprint (10 km)       | Simon Schempp                                                                 | Maksim Tsvetkov                                                                        | Tarjei Bø                                                                               |          |
| 23 januar 2016 (lör.)                                        | Jaktstart (12,5 km)  | Anton Sjipulin                                                                | Simon Schempp                                                                          | Johannes Thingnes Bø                                                                    |          |
| 24 januar 2016 (sön.)                                        | Stafett (4 × 7,5 km) | Ryssland Maksim Tsvetkov Jevgenij Garanitjev Dmitrij Malysjko Anton Sjipulin  | Tyskland Erik Lesser Benedikt Doll Arnd Peiffer Simon Schempp                          | Norge Ole Einar Bjørndalen Lars Helge Birkeland Johannes Thingnes Bø Erlend Bjøntegaard |          |
| 7. Världscupen i Canmore, 21-24 januari 2016                 |                      |                                                                               |                                                                                        |                                                                                         |          |
| 4 februari 2016 (Tors.)                                      | Sprint (10 km)       | Martin Fourcade                                                               | Anton Sjipulin                                                                         | Simon Schempp                                                                           |          |
| 6 februari 2016 (Lör.)                                       | Masstart (15 km)     | Dominik Windisch                                                              | Benedikt Doll                                                                          | Quentin Fillon Maillet                                                                  |          |
| 8. Världscupen i Presque Isle (Maine), 21-24 januari 2016    |                      |                                                                               |                                                                                        |                                                                                         |          |
| 11 februari 2016 (Tors.)                                     | Sprint (10 km)       | Johannes Thingnes Bø                                                          | Anton Sjipulin                                                                         | Martin Fourcade                                                                         |          |
| 12 februari 2016 (Fre.)                                      | Jaktstart (12,5 km)  | Martin Fourcade                                                               | Johannes Thingnes Bø                                                                   | Anton Sjipulin                                                                          |          |
| 13 februari 2016 (Lör.)                                      | Stafett (4 × 7,5 km) | Norge Lars Helge Birkeland Erlend Bjøntegaard Johannes Thingnes Bø Tarjei Bø  | Frankrike Simon Fourcade Quentin Fillon Maillet Simon Desthieux Jean-Guillaume Béatrix | Tyskland Erik Lesser Andreas Birnbacher Daniel Böhm Benedikt Doll                       |          |
| 9. Världsmästerskapen i Oslo, 3–13 mars 2016                 |                      |                                                                               |                                                                                        |                                                                                         |          |
| 5 mars 2016 (Lör.)                                           | Sprint (10 km)       | Martin Fourcade                                                               | Ole Einar Bjørndalen                                                                   | Serhij Semenov                                                                          |          |
| 6 mars 2016 (Sön.)                                           | Jaktstart (12,5 km)  | Martin Fourcade                                                               | Ole Einar Bjørndalen                                                                   | Emil Hegle Svendsen                                                                     |          |
| 10 mars 2016 (Tors.)                                         | Distans (20 km)      | Martin Fourcade                                                               | Dominik Landertinger                                                                   | Simon Eder                                                                              |          |
| 12 mars 2016 (Lör.)                                          | Staffet (4 x 7,5 km) | Norge Ole Einar Bjørndalen Tarjei Bø Johannes Thingnes Bø Emil Hegle Svendsen | Tyskland Erik Lesser Benedikt Doll Arnd Peiffer Simon Schempp                          | Kanada Christian Gow Nathan Smith Scott Gow Brendan Green                               |          |
| 13 mars 2016 (Sön.)                                          | Masstart (15 km)     | Johannes Thingnes Bø                                                          | Martin Fourcade                                                                        | Ole Einar Bjørndalen                                                                    |          |
| 10. Världscupfinal i Khanty-Mansiysk, 17–20 mars 2016        |                      |                                                                               |                                                                                        |                                                                                         |          |
| 17 mars 2016 (Tors.)                                         | Sprint (10 km)       | Julian Eberhard                                                               | Simon Schempp                                                                          | Arnd Peiffer                                                                            |          |
| 19 mars 2016 (Lör.)                                          | Jaktstart (12,5 km)  | Simon Schempp                                                                 | Johannes Thingnes Bø                                                                   | Erik Lesser                                                                             |          |
| 20 mars 2016 (Sön.)                                          | Masstart (15 km)     |                                                                               | inställt                                                                               |                                                                                         |          |

### Damer
| Datum                                                        | Disciplin          | Etta                                                                       | Tvåa                                                                           | Trea                                                                                        | Referens |
| ------------------------------------------------------------ | ------------------ | -------------------------------------------------------------------------- | ------------------------------------------------------------------------------ | ------------------------------------------------------------------------------------------- | -------- |
| 1. Världscuppremiär i Östersund, 29 november–6 december 2015 |                    |                                                                            |                                                                                |                                                                                             |          |
| 3 december 2015 (tors.)                                      | Distans (15 km)    | Dorothea Wierer                                                            | Marie Dorin Habert                                                             | Olena Pidhrusjna                                                                            |          |
| 5 december 2015 (lör.)                                       | Sprint (7,5 km)    | Gabriela Soukalová                                                         | Federica Sanfilippo                                                            | Olena Pidhrusjna                                                                            |          |
| 6 december 2015 (sön.)                                       | Jaktstart (10 km)  | Kaisa Mäkäräinen                                                           | Dorothea Wierer                                                                | Franziska Hildebrand                                                                        |          |
| 2. Världscupen i Hochfilzen, 11–13 december 2015             |                    |                                                                            |                                                                                |                                                                                             |          |
| 11 december 2015 (fre.)                                      | Sprint (7,5 km)    | Franziska Hildebrand                                                       | Maren Hammerschmidt                                                            | Miriam Gössner                                                                              |          |
| 12 december 2015 (lör.)                                      | Jaktstart (10 km)  | Laura Dahlmeier                                                            | Maren Hammerschmidt                                                            | Gabriela Soukalová                                                                          |          |
| 13 december 2015 (sön.)                                      | Stafett (4 × 6 km) | Italien Lisa Vittozzi Karin Oberhofer Federica Sanfilippo Dorothea Wierer  | Tyskland Franziska Hildebrand Maren Hammerschmidt Vanessa Hinz Franziska Preuß | Ukraina Julija Dzjyma Olga Abramova Valj Semerenko Olena Pidhrusjna                         |          |
| 3. Världscupen i Pokljuka, 17–20 december 2015               |                    |                                                                            |                                                                                |                                                                                             |          |
| 18 december 2015 (fre.)                                      | Sprint (7,5 km)    | Marie Dorin Habert                                                         | Laura Dahlmeier                                                                | Franziska Hildebrand                                                                        |          |
| 19 december 2015 (lör.)                                      | Jaktstart (10 km)  | Laura Dahlmeier                                                            | Marie Dorin Habert                                                             | Kaisa Mäkäräinen                                                                            |          |
| 20 december 2015 (sön.)                                      | Masstart (12,5 km) | Kaisa Mäkäräinen                                                           | Gabriela Soukalová                                                             | Olga Podtjufarova                                                                           |          |
| 4. Världscupen i Ruhpolding, 8–10 januari 2016               |                    |                                                                            |                                                                                |                                                                                             |          |
| 8 januari 2016 (fre.)                                        | Sprint (7,5 km)    | Franziska Hildebrand                                                       | Gabriela Soukalová                                                             | Kaisa Mäkäräinen                                                                            |          |
| 9 januari 2016 (lör.)                                        | Jaktstart (10 km)  | Laura Dahlmeier                                                            | Gabriela Soukalová                                                             | Dorothea Wierer                                                                             |          |
| 10 januari 2016 (sön.)                                       | Masstart (12,5 km) | Laura Dahlmeier                                                            | Marie Dorin Habert                                                             | Tiril Eckhoff                                                                               |          |
| 5. Världscupen i Ruhpolding, 13–17 januari 2016              |                    |                                                                            |                                                                                |                                                                                             |          |
| 14 januari 2016 (tors.)                                      | Distans (15 km)    | Dorothea Wierer                                                            | Kaisa Mäkäräinen                                                               | Gabriela Soukalová                                                                          |          |
| 16 januari 2016 (lör.)                                       | Masstart (12,5 km) | Gabriela Soukalová                                                         | Franziska Hildebrand                                                           | Laura Dahlmeier                                                                             | [23]     |
| 17 januari 2016 (sön.)                                       | Stafett (4 × 6 km) | Ukraina Iryna Warwynez Julija Dzjyma Valj Semerenko Olena Pidhrusjna       | Tyskland Karolin Horchler Miriam Gössner Maren Hammerschmidt Laura Dahlmeier   | Italien Lisa Vittozzi Karin Oberhofer Alexia Runggaldier Dorothea Wierer                    |          |
| 6. Världscupen i Antholz, 21-24 januari 2016                 |                    |                                                                            |                                                                                |                                                                                             |          |
| 21 januari 2016 (Tor.)                                       | Sprint (7,5 km)    | Olga Podtjufarova                                                          | Dorothea Wierer                                                                | Jekaterina Jurlova                                                                          |          |
| 23 januari 2016 (Lör.)                                       | Jaktstart (10 km)  | Jekaterina Jurlova                                                         | Selina Gasparin                                                                | Dorothea Wierer                                                                             |          |
| 24 januari 2016 (sön.)                                       | Stafett (4 × 6 km) | Frankrike Justine Braisaz Anaïs Bescond Anaïs Chevalier Marie Dorin-Habert | Schweiz Eva Puskarčíková Lucie Charvátová Gabriela Soukalová Veronika Vítková  | Ryssland Jekaterina Schumilowa Anastassija Sagoruiko Jekaterina Jurlova Olga Podtschufarowa |          |
| 7. Världscupen i Canmore, 4–7 februari 2016                  |                    |                                                                            |                                                                                |                                                                                             |          |
| 5 februari 2016 (Fre.)                                       | Sprint (7,5 km)    | Olena Pidhruschna                                                          | Krystyna Guzik                                                                 | Dorothea Wierer                                                                             |          |
| 6 februari 2016 (Lör.)                                       | Masstart (12,5 km) | Dorothea Wierer                                                            | Marie Dorin Habert                                                             | Gabriela Soukalová                                                                          |          |

### Mixstafetter
| Datum                                                        | Disciplin                       | Etta                                                                    | Tvåa                                                                   | Trea                                                                        | Referens |
| ------------------------------------------------------------ | ------------------------------- | ----------------------------------------------------------------------- | ---------------------------------------------------------------------- | --------------------------------------------------------------------------- | -------- |
| 1. Världscuppremiär i Östersund, 29 november–6 december 2015 |                                 |                                                                         |                                                                        |                                                                             |          |
| 29 november 2015 (sön.)                                      | Mixad parstafett (6 + 7,5 km)   | Norge Kaia Wøien Nicolaisen Lars Helge Birkeland                        | Kanada Rosanna Crawford Nathan Smith                                   | Tyskland Maren Hammerschmidt Daniel Böhm                                    |          |
| 29 november 2015 (sön.)                                      | Mixstafett (2 × 6 + 2 × 7,5 km) | Norge Fanny Horn Birkeland Tiril Eckhoff Johannes Thingnes Bø Tarjei Bø | Tyskland Franziska Hildebrand Vanessa Hinz Benedikt Doll Simon Schempp | Tjeckien Veronika Vítková Gabriela Soukalová Michal Šlesingr Ondřej Moravec |          |

## Världscupställningar

### Herrar
| Pl. | Namn                   | Poäng |
| --- | ---------------------- | ----- |
| 1.  | Martin Fourcade        | 384   |
| 2.  | Ole Einar Bjørndalen   | 337   |
| 3.  | Simon Schempp          | 331   |
| 4.  | Emil Hegle Svendsen    | 306   |
| 5.  | Quentin Fillon Maillet | 297   |
| 6.  | Anton Sjipulin         | 267   |
| 7.  | Tarjei Bø              | 263   |
| 8.  | Jevgenij Garanitjev    | 236   |
| 9.  | Benedikt Doll          | 208   |
| 10. | Simon Desthieux        | 200   |

| Pl. | Namn                   | Poäng |
| --- | ---------------------- | ----- |
| 1.  | Martin Fourcade        | 154   |
| 2.  | Ole Einar Bjørndalen   | 127   |
| 3.  | Simon Schempp          | 120   |
| 4.  | Benedikt Doll          | 108   |
| 5.  | Quentin Fillon Maillet | 101   |
| 6.  | Jevgenij Garanitjev    | 100   |
| 7.  | Emil Hegle Svendsen    | 97    |
| 8.  | Tarjei Bø              | 92    |
| 9.  | Anton Sjipulin         | 90    |
| 10. | Simon Desthieux        | 80    |

| Pl. | Namn                   | Poäng |
| --- | ---------------------- | ----- |
| 1.  | Ole Einar Bjørndalen   | 60    |
| 2.  | Simon Schempp          | 54    |
| 3.  | Aleksej Volkov         | 48    |
| 4.  | Quentin Fillon Maillet | 43    |
| 4.  | Emil Hegle Svendsen    | 43    |
| 6.  | Simon Fourcade         | 38    |
| 7.  | Simon Eder             | 36    |
| 8.  | Dominik Landertinger   | 34    |
| 9.  | Lars Helge Birkeland   | 32    |
| 10. | Serhij Semenov         | 31    |

| Pl. | Namn                   | Poäng |
| --- | ---------------------- | ----- |
| 1.  | Martin Fourcade        | 174   |
| 2.  | Tarjei Bø              | 129   |
| 3.  | Anton Sjipulin         | 122   |
| 4.  | Quentin Fillon Maillet | 122   |
| 5.  | Simon Schempp          | 114   |
| 6.  | Emil Hegle Svendsen    | 112   |
| 7.  | Ole Einar Bjørndalen   | 102   |
| 8.  | Jevgenij Garanitjev    | 99    |
| 9.  | Benedikt Doll          | 88    |
| 10. | Andreas Birnbacher     | 85    |

| Pl. | Namn                   | Poäng |
| --- | ---------------------- | ----- |
| 1.  | Jean-Guillaume Béatrix | 60    |
| 2.  | Emil Hegle Svendsen    | 54    |
| 3.  | Ole Einar Bjørndalen   | 48    |
| 4.  | Simon Schempp          | 43    |
| 5.  | Andreas Birnbacher     | 40    |
| 6.  | Simon Desthieux        | 38    |
| 7.  | Martin Fourcade        | 36    |
| 8.  | Johannes Thingnes Bø   | 34    |
| 9.  | Dominik Windisch       | 32    |
| 10. | Quentin Fillon Maillet | 31    |

| Pl. | Namn      | Poäng |
| --- | --------- | ----- |
| 1.  | Ryssland  | 60    |
| 2.  | Norge     | 54    |
| 3.  | Frankrike | 48    |
| 4.  | Österrike | 43    |
| 5.  | Tyskland  | 40    |
| 6.  | Kanada    | 38    |
| 7.  | Sverige   | 36    |
| 8.  | USA       | 34    |
| 9.  | Ukraina   | 32    |
| 10. | Italien   | 31    |

### Damer
| Pl. | Namn                 | Poäng |
| --- | -------------------- | ----- |
| 1.  | Gabriela Soukalová   | 679   |
| 2.  | Marie Dorin Habert   | 591   |
| 3.  | Dorothea Wierer      | 564   |
| 4.  | Franziska Hildebrand | 556   |
| 5.  | Laura Dahlmeier      | 485   |
| 6.  | Kaisa Mäkäräinen     | 479   |
| 7.  | Tiril Eckhoff        | 446   |
| 8.  | Olena Pidhrusjna     | 440   |
| 9.  | Veronika Vítková     | 434   |
| 10. | Olga Podtjufarova    | 423   |

| Pl. | Namn                 | Poäng |
| --- | -------------------- | ----- |
| 1.  | Gabriela Soukalová   | 134   |
| 2.  | Franziska Hildebrand | 132   |
| 3.  | Marie Dorin Habert   | 129   |
| 4.  | Miriam Gössner       | 97    |
| 5.  | Franziska Preuß      | 95    |
| 6.  | Laura Dahlmeier      | 92    |
| 7.  | Maren Hammerschmidt  | 90    |
| 8.  | Karin Oberhofer      | 87    |
| 9.  | Julija Dzjyma        | 86    |
| 10. | Vanessa Hinz         | 86    |

| Pl. | Namn                 | Poäng |
| --- | -------------------- | ----- |
| 1.  | Dorothea Wierer      | 60    |
| 2.  | Marie Dorin Habert   | 54    |
| 3.  | Olena Pidhrusjna     | 48    |
| 4.  | Tiril Eckhoff        | 43    |
| 5.  | Gabriela Soukalová   | 40    |
| 6.  | Nadzeja Skardzina    | 38    |
| 7.  | Veronika Vítková     | 36    |
| 8.  | Lisa Theresa Hauser  | 34    |
| 9.  | Anaïs Bescond        | 32    |
| 10. | Franziska Hildebrand | 31    |

| Pl. | Namn                 | Poäng |
| --- | -------------------- | ----- |
| 1.  | Gabriela Soukalová   | 131   |
| 2.  | Kaisa Mäkäräinen     | 126   |
| 3.  | Marie Dorin Habert   | 126   |
| 4.  | Laura Dahlmeier      | 120   |
| 5.  | Franziska Hildebrand | 120   |
| 6.  | Dorothea Wierer      | 118   |
| 7.  | Franziska Preuß      | 108   |
| 8.  | Maren Hammerschmidt  | 88    |
| 9.  | Veronika Vítková     | 81    |
| 10. | Tiril Eckhoff        | 79    |

| Pl. | Namn                | Poäng |
| --- | ------------------- | ----- |
| 1.  | Kaisa Mäkäräinen    | 60    |
| 2.  | Gabriela Soukalová  | 54    |
| 3.  | Olga Podtjufarova   | 48    |
| 4.  | Veronika Vítková    | 43    |
| 5.  | Nadzeja Skardzina   | 40    |
| 6.  | Olena Pidhrusjna    | 38    |
| 7.  | Marie Dorin Habert  | 36    |
| 8.  | Lisa Theresa Hauser | 34    |
| 9.  | Vanessa Hinz        | 32    |
| 10. | Franziska Preuß     | 31    |

| Pl. | Namn      | Poäng |
| --- | --------- | ----- |
| 1.  | Italien   | 60    |
| 2.  | Tyskland  | 54    |
| 3.  | Ukraina   | 48    |
| 4.  | Polen     | 43    |
| 5.  | Frankrike | 40    |
| 6.  | Tjeckien  | 38    |
| 7.  | Belarus   | 36    |
| 8.  | Norge     | 34    |
| 9.  | Ryssland  | 32    |
| 10. | Kanada    | 31    |

| Pl. | Namn      | Poäng |
| --- | --------- | ----- |
| 1.  | Norge     | 2 489 |
| 2.  | Tyskland  | 2 319 |
| 3.  | Ryssland  | 2 312 |
| 4.  | Frankrike | 2 222 |
| 5.  | Österrike | 1 976 |
| 6.  | Kanada    | 1 873 |
| 7.  | USA       | 1 777 |
| 8.  | Sverige   | 1 751 |
| 8.  | Ukraina   | 1 751 |
| 10. | Tjeckien  | 1 723 |

| Pl. | Namn      | Poäng |
| --- | --------- | ----- |
| 1.  | Tyskland  | 2 425 |
| 2.  | Ukraina   | 2 144 |
| 3.  | Tjeckien  | 2 138 |
| 4.  | Frankrike | 2 070 |
| 5.  | Italien   | 2 069 |
| 6.  | Norge     | 2 062 |
| 7.  | Polen     | 1 947 |
| 8.  | Belarus   | 1 839 |
| 9.  | Ryssland  | 1 808 |
| 10. | Kanada    | 1 755 |

| Pl. | Namn      | Poäng |
| --- | --------- | ----- |
| 1.  | Norge     | 2 489 |
| 2.  | Tyskland  | 2 319 |
| 3.  | Ryssland  | 2 312 |
| 4.  | Frankrike | 2 222 |
| 5.  | Österrike | 1 976 |
| 6.  | Kanada    | 1 873 |
| 7.  | USA       | 1 777 |
| 8.  | Sverige   | 1 751 |
| 8.  | Ukraina   | 1 751 |
| 10. | Tjeckien  | 1 723 |

| Pl. | Namn      | Poäng |
| --- | --------- | ----- |
| 1.  | Tyskland  | 2 425 |
| 2.  | Ukraina   | 2 144 |
| 3.  | Tjeckien  | 2 138 |
| 4.  | Frankrike | 2 070 |
| 5.  | Italien   | 2 069 |
| 6.  | Norge     | 2 062 |
| 7.  | Polen     | 1 947 |
| 8.  | Belarus   | 1 839 |
| 9.  | Ryssland  | 1 808 |
| 10. | Kanada    | 1 755 |

| Pl. | Namn      | Poäng |
| --- | --------- | ----- |
| 1.  | Norge     | 120   |
| 2.  | Tyskland  | 102   |
| 3.  | Kanada    | 86    |
| 4.  | Sverige   | 83    |
| 5.  | Ryssland  | 78    |
| 6.  | Tjeckien  | 76    |
| 7.  | Ukraina   | 66    |
| 8.  | Frankrike | 63    |
| 9.  | Österrike | 59    |
| 10. | Finland   | 58    |